# Malacomorpha macaya
Malacomorpha macaya is een insect uit de orde Phasmatodea en de  familie Pseudophasmatidae. De wetenschappelijke naam van deze soort is voor het eerst geldig gepubliceerd in 2008 door Conle, Hennemann & Perez-Gelabert.